# Bulan (Khazar)
Bulán fue un rey jázaro que lideró la conversión de los Jázaros al judaísmo. 
Su nombre significa “alce” en turco antiguo. En turco moderno significa, “El que busca” (Bul + an). 
La fecha de su reinado es desconocida y la fecha de su conversión es bastante discutida, pero se conoce que reinó durante algún tiempo entre la mitad del siglo VIII y la mitad del IX. No está establecido si Bulán fue el Bek o el Khagan de los Jázaros.
D. M. Dunlop opina que Bulán fue un Khagan, sin embargo, trabajos más recientes como “Los Judíos de Jazaria” de Kevin Alan Brook asumen que este fue el Bek debido a varias menciones sobre este liderando campañas militares.
La tradición jázara mantiene que antes de su conversión, Bulán no seguía ninguna religión. En su búsqueda por descubrir en cuál de las tres religiones Abrahámicas podría basar sus propias creencias religiosas, este invitó a representantes de cada una de ellas para que le explicaran sus preceptos fundamentales. Al final, este se decidió por el Judaísmo.
En la correspondencia jázara, el Rey José traza su ascendencia hasta Bulán. Él se refiere al gobernante reformista jázaro Obadiah como uno de “los hijos de los hijos de Bulán”. Si bien Dunlop entiende que esto podría convertir a Obadiah en nieto de Bulan, la frase hebrea es menos definitiva y puede aludir a descendientes más remotos.  Los investigadores del pueblo Jázaro se refieren a los descendientes reales de Bulán como Bulánidas, aunque se desconoce cómo se llamaban a sí mismos. 
El nombre Sabriel aparece en la Carta de Schechter (temporalmente cercana a la carta del Rey José) por parte del rey Jázaro que encabezó la conversión al Judaísmo. La Carta de Schechter también menciona a varios ancestros Judeo-Israelitas. Sabriel es descrito como un líder que libró exitosas campañas en el Cáucaso y en el Azerbaiyán Iraní, posiblemente como parte de las guerras entre Jázaros y Árabes. 
Su esposa, Serakh, es descrita como una judía y como aquella que le animó a estudiar y adoptar el Judaísmo. La Carta de Schechter no dice nada sobre el tema de si Sabriel era realmente Bulán; el nombre de Bulán no aparece en este documento. 
Los estudiosos del pueblo Jázaro a veces se refieren al rey que inició la conversión al judaísmo como “Bulán Sabriel”, aunque es posible que pudieran haber sido personas diferentes. En “La historia de los judíos jázaros”, por ejemplo, D. M. Dunlop examinó, y finalmente rechazó, la teoría de otros estudiosos que se refirieron a Sabriel como Obadiah.
Standfort Mommaerts-Brown, genealogista, historiador, además de converso al judaísmo, señala que tener dos nombres es algo común para los judíos, sobre todo si estos nacen entre gentiles o conversos. Uno de ellos es la denominación que tiene entre el pueblo con el que vive o nace, y el otro un nombre Hebreo. El nombre del Sr. Mommaerts-Brown es Yonathan Micah Hillel. “Bulán” es claramente un nombre turco. Después de la conversión este pudo adoptar un nombre hebreo. “Sabriel” parece una variación de “Gabriel” en idioma túrquico.
Dan Shapira presentó la hipótesis que los nombres Bulan y Sabriel en realidad significan lo mismo. Él escribió que la palabra hebrea en la raíz del nombre Sabriel tiene el significado "pensar, esperar, creer, descubrir, comprender" y que bulan fue una palabra en el idioma de los turcos oguz que significaba "uno que se entera".